# وزارة النقل (الولايات المتحدة)
إن وزارة النقل الأمريكية (USDOT أو DOT) هي وزارة فيدرالية في مجلس الوزراء في حكومة الولايات المتحدة وتختص هذه الوزارة بـ النقل. ولقد أنشئت هذه الوزارة بموجب قانون الكونغرس في 15 من أكتوبر لعام 1966، وبدأت الوزارة أعمالها في الأول من أبريل لعام 1967. ويدير هذه الوزارة وزير النقل الأمريكي.
إن رسالة وزارة النقل هي "خدمة الولايات المتحدة بتوفير نظام نقل سريع وآمن يتميز بالكفاءة وسهولة الوصول والراحة ويعمل هذ النظام على تلبية الحاجات الوطنية الحيوية ويحسن صفة حياة المواطنين الأمريكيين في وقتنا هذا وفي المستقبل."

## معلومات تاريخية
قبل إنشاء وزارة النقل الأمريكية، كان نائب وزير التجارة لشئون النقل يباشر المهام الموكلة الآن لوزارة النقل. وفي عام 1965, اقترح نجيب حلبي، مدير إدارة الطيران الفيدرالية (FAA), على الرئيس ليندون جونسون أن يتم رفع إدارة النقل لتصبح في مستوى الوزارة وأن يتم دمج إدارة الطيران المدني في وزارة النقل.

## الهيئات
- إدارة الطيران الفيدرالية (FAA)
- إدارة الطرق السريعة الفيدرالية (FHWA)
- الإدارة الفيدرالية لسلامة الناقلات الآلية (FMCSA)
- إدارة السكك الحديدية الفيدرالية (FRA)
- إدارة النقل الفيدرالية (FTA)
- الإدارة البحرية (MARAD)
- الإدارة الوطنية لسلامة المرور على الطرق السريعة (NHTSA)
- مكتب المفتش العام بوزارة النقل (OIG)
- مكتب وزير النقل الأمريكي (OST)
- إدارة سلامة خطوط الأنابيب والمواد الخطرة (PHMSA)
- إدارة البحث والتقنية المبتكرة (RITA)
- شركة تطوير خطوط سانت لورانس البحرية (Saint Lawrence Seaway Development Corporation) (SLSDC)
- مجلس النقل السطحي (STB)

## هيئات سابقة
- إدارة سلامة النقل – انتقلت إلى وزارة الأمن الداخلي عام 2003
- حرس السواحل الأمريكي – انتقلت إلى وزارة الأمن الداخلي عام 2003

## التشريعات المتصلة بالوزارة
- 1806 – طريق كمبرلاند
- 1862 – قانون السكك الحديدية العابرة للقارات
- 1887 – قانون السكك الحديدية العابرة للقارات
- 1916 – قانون العمل في السكك الحديدية
- 1935 – قانون الناقلات الآلية
- 1946 – قانون الموانئ الجوية الفيدرالي قانون عام 79-377
- 1950 – المساعدات الفيدرالية للطرق السريعة قانون عام 81-769
- 1954 – قانون [[سانت لورانس لتنمية الطرق البحرية
- 1956 – قانون المساعدات الفيدرالية للطرق السريعة/للطرق السريعة بين الولايات قانون عام 84-627
- 1957 – قانون تحديث الخطوط الجوية قانون عام 85-133
- 1958 – قانون النقل قانون عام 85-625
- 1958 – قانون الطيران الفيدرالي عام 85-726
- 1959 – قانون إنشاء الموانئ الجوية قانون عام 86-72
- 1964 – قانون النقل العام في المناطق الحضرية قانون عام 88-365
- 1965 – قانون تجميل الطرق السريعة قانون عام 89-285
- 1966 – إنشاء وزارة النقل قانون عام 89-670
- 1970 – قانون النقل العام في المناطق الحضرية قانون عام 91453-
- 1970 – قانون خدمات الركاب في السكك الحديدية قانون عام 91-518
- 1970 – قانون تطوير الموانئ والخطوط الجوية قانون عام 91-258
- 1973 – المساعدات الفيدرالية للطرق السريعة قانون عام 93-87
- 1973 – قانون تطوير الشركة الوطنية لخدمات الركاب في السكك الحديدية (Amtrak) قانون عام 93-146
- 1973 – المساعدات الفيدرالية للطرق السريعة قانون عام 93-87
- 1974 – قانون المساعدة الوطنية في النقل الجماعي قانون عام 93-503
- 1976 – قانون الإصلاح التشريعي والتجديد للسكك الحديدية قانون عام 94-210
- 1976 – قانون تحسين مكافحة الاحتكار للنواب هارت وسكوت ورودينو قانون عام 94-435
- 1978 – قانون إلغاء الرقابة عن الخطوط الجوية]] قانون عام 95-504
- 1980 – قانون الناقلات الآلية قانون عام 96-296
- 1980 – قانون تنظيم عمل السكك الحديدية قانون عام 96-448
- 1982 – قانون مساعدات النقل]] قانون عام 97-424
- 1982 – قانون الإصلاح التشريعي للحافلات قانون عام 97-261
- 1987 – قانون النقل السطحي قانون عام 100-17
- 1991 – قانون كفاءة النقل السطحي متعدد الوسائط قانون عام 102-240
- 1998 – قانون حق النقل للقرن الحادي والعشرين قانون عام 105-178
- 2000 – قانون الإصلاح والاستثمار في الطيران في القرن الحادي والعشرين لويندل إتش فورد قانون عام 106-181
- 2002 – قانون وزارة الأمن الداخلي (قانون عام 107-296)
- 2005 – قانون الحق في نقل آمن وموثوق ومرن وفعال:تشريع للمستخدمين (قانون عام 109-59)

## الموازنة
ستحصل وزارة النقل الأمريكية على منحة قيمتها 742.5 مليون دولار أمريكي نقدًا بموجب قانون إعادة الاستثمار والإنعاش الأمريكي لصالح مشروعات النقل الأحد عشر. ومن المشروعات المستفيدة من المنحة مشروعات القطارات الخفيفة. وتضم المشروعات الأخرى كلاً من مشروع مد قطارات الركاب اليومية ومشروع مترو نيويورك في مدينة نيويورك ونظام النقل بالحافلات السريعة في سبرنجفيلد، أوريجون. وتدعم تلك الأموال مشروع خطوط السكك الحديدية للنقل الثقيل في شمالي فيرجينيا، لتكمل هيئة النقل للتجمع الحضري بواشنطن مترو الخط الفضي ليصل واشنطن العاصمة بـ مطار واشنطن دولس الدولي. (وافقت وزارة النقل من قبل على تقديم دعم حكومي لإنشاء الخط الفضي إلى ريستون، فيرجينيا.)
اشتمل أيضًا طلب موازنة باراك أوباما للعام المالي 2010 على تخصيص 1.83 مليار دولار أمريكي لتمويل مشروعات نقل عملاقة، على أن يتم تخصيص ما يزيد عن 600 مليون دولار أمريكي لإنشاء 10 مشروعات نقل جديدة أو توسعة المشروعات القائمة. واقترحت الموازنة أيضًا تقديم تمويل إضافي لجميع المشروعات التي تحصل حاليًا على تمويل بموجب قانون الإنعاش، ما عدا مشروع النقل بالحافلات السريعة. وتستمر الموازنة أيضًا في تمويل 18 مشروع نقل آخر التي تم تنفيذها حاليًا أو سيبدأ تنفيذها عما قريب.

## وصلات خارجية
- United States Department of Transportation Official Website.
- United States Department of Transportation – Office of the Historian.
- Proposed and final federal regulations from the Department Of Transportation
- Papers of Louis S. Rothschild (Under Secretary of Commerce for Transportation 1955–1958), Dwight D. Eisenhower Presidential Library
- Automotive/Highway Transportation Reports & Documents at The Crittenden Automotive Library (most from FHWA/NHTSA)
- United States Merchant Marine Academy.